# Achter het Nieuws (België)
Achter het Nieuws, of kortweg AN, is een vakblad dat sinds april 2004 verschijnt en het enige onafhankelijke magazine dat berichtgeving brengt over de media, de journalistiek en de pers in al haar facetten.  Het verschijnt in elektronische vorm en is een uitgave van Groep M bvba.
Groep M bvba is een bedrijf uit Mechelen dat in 1991 werd opgericht door Luc van Balberghe, ook zaakvoerder van het persbureau Ready Press Agency. Guy Freiermuth (lector Medialeer en gewezen hoofdredacteur van diverse vakbladen over media) is hoofdredacteur van AchterhetNieuws. Beiden waren ooit respectievelijk voorzitter en ondervoorzitter van de Vlaamse Journalisten Vereniging.
De invulling wordt bepaald door een redactionele adviesraad die naast de uitgever en de hoofdredacteur, bestaat uit prof. dr. em. Herman Van Pelt, Jan Lamers, dr. Frank Thevissen, prof. Kris Pattyn en Paul Van de Velde.
De volgende journalisten behoren tot de vaste redactiekern: Leon Didden, Walter Ego, Jan Lamers, Kris Pattyn, Christine Rombouts, Johan Sanctorum, Hans Sterkendries, Frans Truyens, Luc van Balberghe, Walter van den Branden en J.W. Huijbregts (correspondent uit Nederland).